# Fußball-Oberliga Hamburg
Die Gamesright Oberliga Hamburg (bis zum Ende der Saison 2023/24 Oberliga Hamburg, bis zum Ende der Saison 2005/06 Verbandsliga Hamburg, bis zum Ende der Saison 2007/08 Hamburg-Liga) – ist die höchste Hamburger Fußballklasse. Ihre Umbenennung wurde durch die Auflösung der regionalen Oberliga Nord nach der Saison 2007/08 möglich. Sie steht unter der Regie des Hamburger Fußballverbandes (HFV), umfasst derzeit 18 Mannschaften aus Hamburg, Schleswig-Holstein und Niedersachsen und bildet gemeinsam mit 13 anderen Ligen, von denen sieben ebenfalls die Bezeichnung Oberliga führen, die fünfthöchste Spielklasse im Ligasystem in Deutschland. Nächsthöhere Liga ist die Regionalliga Nord. Die nächsttiefere Spielklasse ist die Landesliga, die in die beiden Staffeln „Hansa“, der lateinische Name für Hanse, und „Hammonia“, der lateinische Name für Hamburg, untergliedert ist.

## Geschichte der Liga

### Bis 1919
Hamburg war die zweite Stadt in Deutschland (nach Berlin), in der organisiert um Ligapunkte gespielt wurde (ab 1895/96), zunächst in der HAFB-Meisterschaft.
HAFB stand für "Hamburg-Altonaer Fußball-Bund".
Somit spielten dort nicht nur Vereine aus Hamburg, sondern auch aus dessen Nachbarstädten wie z. B. den preußischen Altona und Wandsbek sowie (bis 1914) Harburg.
Die ersten führenden Vereine der Liga waren der SC Germania Hamburg, einer der Vorläufer des Hamburger SV, und der Altonaer FC von 1893. Ab 1905 gewann Victoria Hamburg viermal in Folge die Meisterschaft und übernahm die Vorherrschaft. 1913/14 entstand die NFV-Verbandsliga, woraufhin die Hamburger 1a-Klasse für eine Saison nur noch zweitklassig war.

Der Spielbetrieb wurde auch im Ersten Weltkrieg aufrechterhalten.

### 1919 bis 1945
Nach einer Reform zur Saison 1921/22 wurde die Liga zweigeteilt in Elbekreis und Alsterkreis.
Dies machte die Liga bei Zuschauern relativ unbeliebt, da aufgrund des engeren Umkreises die Liga quasi jede Saison gleich endete. In jeder Saison gewann der Hamburger SV den Alsterkreis und Union 03 Altona oder Altona 93 den Elbekreis. Aufgrund der Fußballrevolution fiel dann die Saison 1928/29 komplett aus, ab 1929/30 gab es wieder eine Hamburger Liga in nur einer Spielstaffel. Sie führte bis 1933 erstmals die Bezeichnung „Oberliga“. Ab 1933/34 war sie als Bezirksklasse wieder zweigleisig und bildete einen Unterbau der Gauliga Nordmark (siehe Fußball-Bezirksklasse Groß-Hamburg (1933–1945)).

### Seit 1945
Nach dem Ende des Zweiten Weltkrieges wurde die Verbandsliga 1945 unter der Bezeichnung Stadtliga Hamburg als zunächst höchste, eingleisige Spielklasse wiederbelebt. Ab 1947 wurde daraus die erneut in zwei Staffeln spielende Verbandsliga Hamburg, die nunmehr nur noch zweite Liga unterhalb der Oberliga Nord war. Altona 93 und der Eimsbütteler TV gewannen 1947/48
jeweils die Staffeln. 1950 wurden beide Staffeln unter dem Namen Amateurliga Hamburg zusammengelegt. 1963, nach Einführung der Bundesliga, war die Liga nur noch drittklassig und hieß Landesliga Hamburg. Durch die Gründung der 2. Bundesliga 1974 wurde die Landesliga Hamburg zur nur noch vierthöchsten Spielklasse. Seit schließlich 1994 die heutigen Regionalligen gegründet werden, ist die seit 1978 wieder als Verbandsliga Hamburg bezeichnete Spielklasse nur noch fünftklassig. 2006 wurde sie vorübergehend in Hamburg-Liga umbenannt.
Nicht nur Vereine aus dem Gebiet der Freien und Hansestadt Hamburg gehören zur Liga, sondern aktuell auch drei Vereine aus Schleswig-Holstein (z. B. TuS Dassendorf) bzw. Niedersachsen (Buchholz 08). Ursache für diese Besonderheit ist die Tatsache, dass die Klubs aus den angrenzenden Kreisen Pinneberg (inzwischen vollständig), Stormarn (südlicher Teil) und Lauenburg (dito) sich bereits vor Jahrzehnten dafür entschieden hatten, dem Hamburger Fußball-Verband bzw. seinen Vorläufern beizutreten. Auch einige wenige Klubs aus dem Kreis Segeberg (südlicher Teil) sowie (nur noch) zwei aus Niedersachsen gehören dem HFV an.

### Saison 2021/22
Mitte Juni 2021 gab der HFV bekannt, das Teilnehmerfeld für die Saison 2021/22 einmalig aufzuteilen. Dementsprechend wurde eine Hin- und eine Rückrunde zunächst in einer Neuner- sowie einer Zehnerstaffel, beziehungsweise in einer Staffel West und Staffel Ost ausgetragen. Anschließend erfolgte eine Aufteilung in eine Auf- und Abstiegsrunde.
Die fünf besten Mannschaften der Staffel Ost sowie die vier besten der Staffel West spielten im Anschluss an die Gruppenphase in einer Meisterrunde den Meister und damit den Teilnehmer an den Aufstiegsspielen zur Regionalliga Nord aus. Die übrigen zehn Vereine spielten gleichzeitig in einer Abstiegsrunde mindestens vier feste Absteiger in die Landesligen aus. Die erzielten Punkte und Tore aus der Gruppenphase wurden mit in die Platzierungsrunden übernommen, jedoch nur die Ergebnisse gegen direkte Gegner.

### Name
Zur Saison 2024/25 änderte der HFV den Namen der Liga zu Gamesright Oberliga Hamburg.
Frühere Namen der Liga:
- 1946/00 – 1946/47: Stadtliga
- 1947/48 – 1948/49: Verbandsliga Elbe/Alster
- 1949/50: – 0000/00 Amateurliga Elbe/Alster
- 1950/51 – 1962/63: Amateurliga Hamburg
- 1963/64 – 1977/78: Landesliga Hamburg
- 1978/79 – 2005/06: Verbandsliga Hamburg
- 2006/07 – 2007/08: Hamburg-Liga
- 2008/09 – 2023/24: Oberliga Hamburg

## Teilnehmer in der Saison 2025/26
Für die Spielzeit 2025/26 haben sich folgende Vereine sportlich qualifiziert:
- ein Absteiger aus der Regionalliga Nord:
  -  FC Teutonia 05 Ottensen
- die verbliebenen Mannschaften aus der Vorsaison:
  -  TuS Dassendorf
  -  Eimsbütteler TV
  -  USC Paloma
  -  ETSV Hamburg
  -  Niendorfer TSV
  -  HEBC Hamburg
  -  SC Vorwärts-Wacker 04
  -  TSV Buchholz 08
  -  FC Süderelbe
  -  SC Victoria Hamburg
  -  TSV Sasel
  -  FC Türkiye Wilhelmsburg
  -  TuRa Harksheide
  -  SV Halstenbek-Rellingen
- die Aufsteiger aus den beiden Staffeln der Landesliga 2024/25:
  - Staffel Hammonia:  SSG Nikola Tesla Hamburg
  - Staffel Hansa:  HT 16 Hamburg
  - Sieger der Aufstiegsspiele:  SV Curslack-Neuengamme (Hansa)

## Sieger der Hamburg-Liga seit 1945
- 1945/46: Hamburger SV
- 1946/47: FC St. Pauli
- 1947/48: Eimsbütteler TV, FC Altona 93
- 1948/49: ASV Bergedorf 85, Harburger TB 1865
- 1949/50: Post SV Hamburg, FC Altona 93
- 1950/51: SC Victoria Hamburg
- 1951/52: Harburger TB 1865
- 1952/53: SC Victoria Hamburg
- 1953/54: SC Concordia Hamburg
- 1954/55: SC Victoria Hamburg
- 1955/56: SC Concordia Hamburg
- 1956/57: TSV Uetersen
- 1957/58: ASV Bergedorf 85
- 1958/59: Eimsbütteler TV
- 1959/60: SC Victoria Hamburg
- 1960/61: Harburger TB 1865
- 1961/62: SC Victoria Hamburg
- 1962/63: HSV Barmbek-Uhlenhorst
- 1963/64: VfL Pinneberg
- 1964/65: SC Sperber Hamburg
- 1965/66: HSV Barmbek-Uhlenhorst
- 1966/67: SV St. Georg
- 1967/68: VfL Pinneberg
- 1968/69: Langenhorner TSV
- 1969/70: Langenhorner TSV
- 1970/71: VfL Pinneberg
- 1971/72: ASV Bergedorf 85
- 1972/73: VfL Pinneberg
- 1973/74: SC Victoria Hamburg
- 1974/75: VfL Pinneberg
- 1975/76: ASV Bergedorf 85
- 1976/77: VfL Pinneberg
- 1977/78: ASV Bergedorf 85
- 1978/79: VfL Stade
- 1979/80: Hummelsbütteler SV
- 1980/81: SV Lurup
- 1981/82: Hummelsbütteler SV
- 1982/83: SV Lurup
- 1983/84: Hummelsbütteler SV
- 1984/85: Holstein Quickborn
- 1985/86: Hamburger SV Amateure
- 1986/87: Hamburger SV Amateure
- 1987/88: Meiendorfer SV
- 1988/89: Hamburger SV Amateure
- 1989/90: VfL Stade
- 1990/91: VfL 93 Hamburg
- 1991/92: SV Lurup
- 1992/93: SC Concordia Hamburg
- 1993/94: SC Concordia Hamburg
- 1994/95: SC Victoria Hamburg
- 1995/96: SC Condor Hamburg
- 1996/97: SC Vorwärts-Wacker 04
- 1997/98: Raspo Elmshorn
- 1998/99: TuS Dassendorf
- 1999/2000: ASV Bergedorf 85
- 2000/01: SC Concordia Hamburg
- 2001/02: Meiendorfer SV
- 2002/03: Harburger TB 1865
- 2003/04: HSV Barmbek-Uhlenhorst
- 2004/05: TSV Sasel
- 2005/06: VfL 93 Hamburg
- 2006/07: SC Victoria Hamburg
- 2007/08: SC Victoria Hamburg
- 2008/09: SC Victoria Hamburg
- 2009/10: SC Victoria Hamburg
- 2010/11: FC St. Pauli II
- 2011/12: SC Victoria Hamburg
- 2012/13: FC Elmshorn
- 2013/14: TuS Dassendorf
- 2014/15: TuS Dassendorf
- 2015/16: TuS Dassendorf
- 2016/17: TuS Dassendorf
- 2017/18: TuS Dassendorf
- 2018/19: Altona 93
- 2019/20: TuS Dassendorf
- 2020/21: abgebrochen 1
- 2021/22: TuS Dassendorf
- 2022/23: TSV Sasel
- 2023/24: Altona 93
- 2024/25: Altona 93